# Dúsa

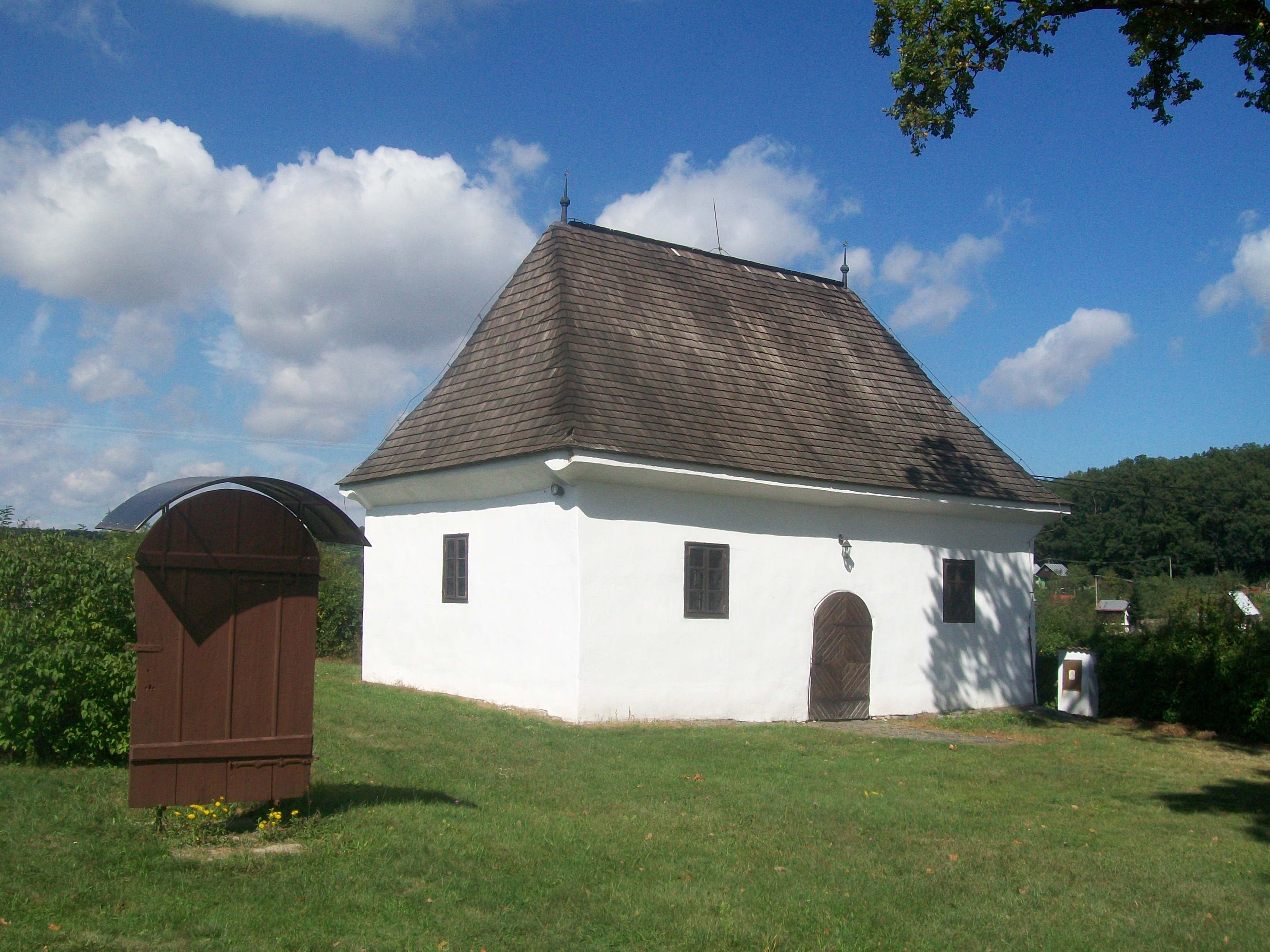
A dúsai fatemplom

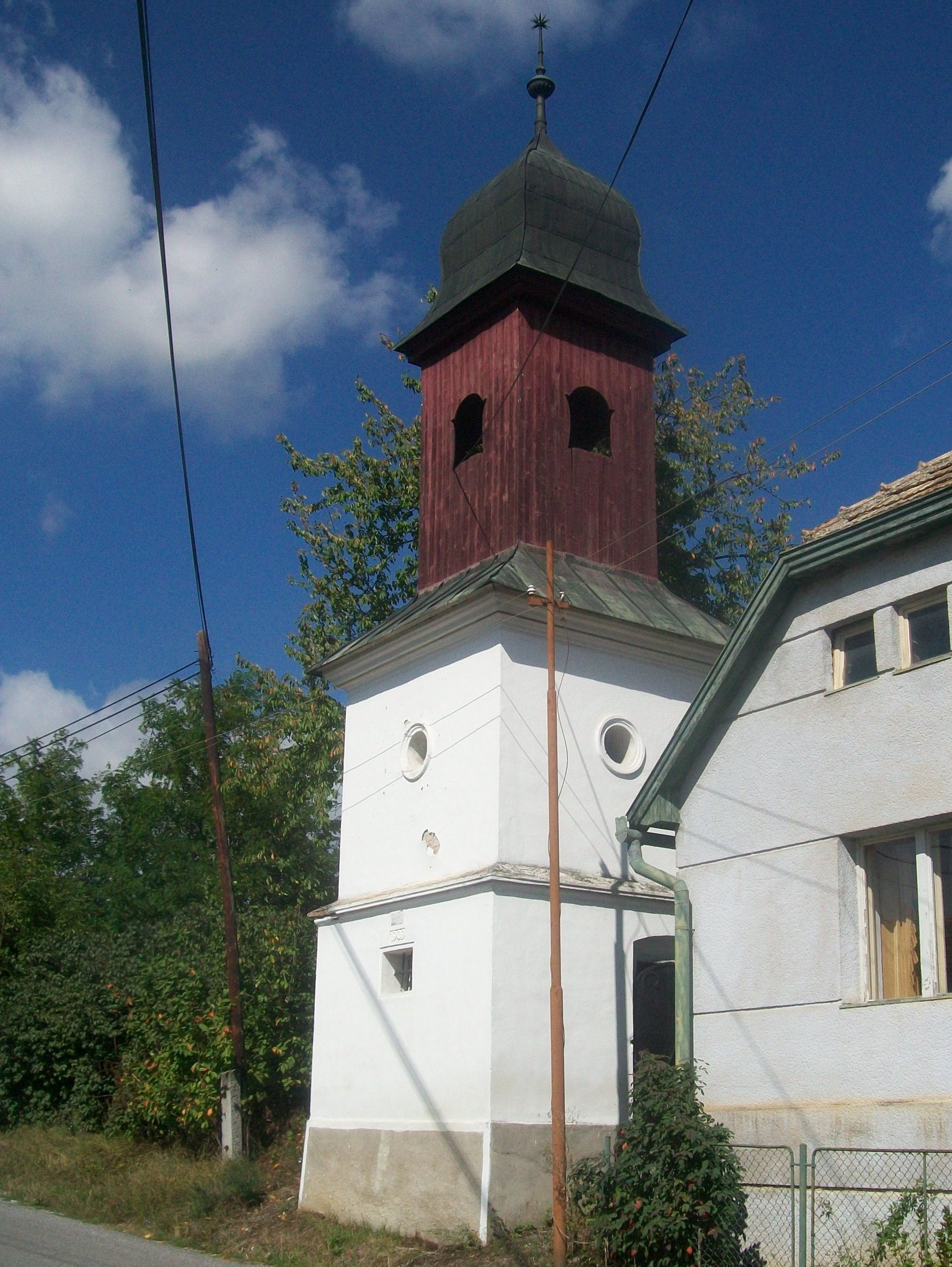
A dúsai harangláb

Dúsa (szlovákul Dúžava) Rimaszombat városrésze Szlovákiában, a Besztercebányai kerület Rimaszombati járásában.

## Fekvése
Rimaszombathoz tartozik, a városközponttól 4 km-re, délnyugatra fekszik.

## Története
Fatemploma eredetileg Szelcén állt, innen vásárolták meg a dúsaiak.
Vályi András szerint: „DUSA. Magyar falu Gömör Vármegyében, földes Ura Kubinyi Uraság, lakosai leg inkább evangelikusok, fekszik a’ Serkei járásban, földgye jó termékenységű, piatzozása közel, legelője elég, fája mind a’ kétféle, gyümöltsös kertyei, és konyhabéli zöldségei elegendők, káposztássai is vagynak, fuharoznak Rimaszombat felé, holott vagyonnyaikat el árúlgattyák, második Osztálybéli.”
Fényes Elek szerint: „Dusa, Gömör v. tót falu, Rima-Szombathoz egy órányira: 6 kath., 143 evang. lak. F. u. a Kubinyi nemzetség.”
Gömör-Kishont vármegye monográfiájában: „Dusa, a majsai völgyben fekvő magyar kisközség, körjegyzőségi székhely, 32 házzal és 173, nagyobbára ág. ev. h. vallású lakossal. Nagyon régi község, mely 1427-ben mint Jolsvai György birtoka Dowsa néven van említve. Később a Máriássyak és a Kubinyiak lettek az urai, ma pedig Hámos Aladárnak van itt nagyobb birtoka és csinos úrilaka, melyet mostani tulajdonosa építtetett. Evangelikus temploma 1807-ben épült. A község postája, távírója és vasúti állomása Rimaszombat.”
1910-ben 184, túlnyomórészt magyar lakosa volt. A trianoni diktátumig Gömör-Kishont vármegye Feledi járásához tartozott. 1938 és 1944 között újra Magyarország része.